# تیرانداز (ترانه)
«تیرانداز» (به انگلیسی: The Archer) یک تک‌آهنگ تبلیغاتی اثر تیلور سوئیفت خواننده و ترانه‌سرا اهل ایالات متحده آمریکا است. این ترانه به عنوان تک‌آهنگ تبلیغاتی برای هفتمین آلبوم استودیویی‌اش عاشق (۲۰۱۹) منتشر شد. این تک‌آهنگ تبلیغاتی توسط ریپابلیک رکوردز و تیلور سوئیفت پرادیکشن در ۲۳ ژوئیه ۲۰۱۹ منتشر شد.